# Selenocosmia jiafu
Selenocosmia jiafu là một loài nhện trong họ Theraphosidae.
Loài này thuộc chi Selenocosmia. Selenocosmia jiafu được miêu tả năm 2008 bởi Zhu & Zhang.